# تایزینگ
تایزینگ (به آلمانی: Teising) یک شهر در آلمان است که در بایرن واقع شده‌است.

## خصوصیات
تایزینگ ۵٫۳۸ کیلومترمربع مساحت دارد ۴۰۵ متر بالاتر از سطح دریا واقع شده‌است.